# Kavala
För andra betydelser, se Kavala (olika betydelser).
Kavala (grekiska: Καβάλα; även Kavala, Kavalla, Cavalla, Cavalle) är en stad i den grekiska regionen Östra Makedonien och Thrakien i östra Grekland. Den är huvudort i regiondelen (perifereiakí enótita) Kavala.
Kavala ligger vid Egeiska havet innanför ön Thassos. Staden är huvudhamn för norra Makedonien och en viktig exportort för spannmål, bomull och tobak. Kavala hette under antiken Neapolis och var Filippis hamnstad, liksom staden idag är Seres hamn. Här landsteg Paulus på sin väg från Samothrake till Filippi. I Kavala föddes 1769 Muhammed Ali, pascha av Egypten.

## Svenska huset
I Kavalla ligger det så kallade Svenska huset i Kavalla eller Kavallahuset. Det byggdes 1935 av Svenska Tobaksbolaget och donerades 1976 till Svenska institutet i Athen. Huset och trädgården är K-märkta. Gästhemmet upplåts till forskare, författare och  konstnärer för forskning, kurser och konferenser.